# Kingdom Hearts coded
Kingdom Hearts coded is een computerspel dat is ontwikkeld en uitgegeven door Square Enix voor de mobiele telefoon. Het actierollenspel (ARPG) is onderdeel van de spelserie Kingdom Hearts en is uitsluitend in Japan uitgebracht op 18 november 2008.
Een remake voor de Nintendo DS verscheen in 2010 onder de titel Kingdom Hearts Re:coded. Een filmversie gebaseerd op de tussenfilmpjes van Re:coded verscheen ook in de verzamelbundel Kingdom Hearts HD 2.5 Remix voor de PlayStation 3, PlayStation 4, Xbox One en Microsoft Windows.

## Beschrijving
Het is het vierde deel in de spelreeks en draait hoofdzakelijk om het oplossen van puzzels, gemixt met actie-RPG-elementen. De werelden van het spel zijn gebaseerd op die van het eerste spel, en daarnaast zijn er ook enkele minispellen en platformelementen toegevoegd. Het spel was oorspronkelijk verdeeld in acht hoofdstukken. Om een breder internationaal publiek te bereiken koos men ervoor om het spel ook uit te brengen voor de Nintendo DS.

## Ontvangst
| Recensiescore       | Recensiescore |
| Recensieverzamelaar | Score         |
| ------------------- | ------------- |
| Metacritic          | 66%           |
| Publicist           | Score         |
| Game Informer       | 6,75          |
| GameSpot            | 6,5           |
| IGN                 | 8             |
| Nintendo Power      | 8             |

Het spel ontving na uitgave gemengde recensies. Men prees de graphics en afwisseling van het spel, maar kritiek was er op het verhaal en platforming.